# Cuerdas
Cuerdas és un curtmetratge de animació espanyol, escrit i dirigit per Pedro Solís García i produït per la festa P.C. Va obtenir el Goya al millor curtmetratge d'animació. És el segon premi Goya rebut pel seu director després de rebre el mateix guardó pel seu curtmetratge La bruxa, l'any 2011.
Cuerdas va obtenir el Guinness World Records al Curtmetratge més premiat l'any 2019.

## Sinopsi
La rutina de María en el col·legi es veurà alterada per l'arribada d'un nen molt especial. Aviat es convertiran en amics inseparables.
La pel·lícula, repleta de matisos, narra una tendra història d'amistat entre dos nens molt especials però també és una obra que parla de valors i il·lusions i que és capaç de captivar a l'espectador des que apareix en pantalla el primer fotograma i s'escolta la primera nota musical fins als agraïments finals.

## Premis
El curtmetratge ha estat premiat amb:
- 2014. El Goya al millor curtmetratge d'animació.[3]
- 2014. Bisnaga de plata al Millor Curtmetratge d'Animació en el Festival de Màlaga.[4]
- 2014. Worldfest - Houston International film & video festival (Estats Units): Remi de bronze al millor curtmetratge animat.[5]
- 2015. Guinness World Records - Most awards won by an animated short film.[6]
- 2019. Guinness World Records - Most awards won by a short film.[7]